# Салахзаде, Алиаббас Галиб оглы
Алиаббас Галиб оглы Салахзаде (азерб. Əliabbas Qalib oğlu Salahzadə; род. 22 января 1979, Бильгях, Азербайджанская ССР) — государственный и политический деятель. Депутат Милли Меджлиса Азербайджанской Республики VI созывов, член комитета по природным ресурсам, энергетике и экологии, а также член комитета по региональным вопросам. Доктор юридических наук.

## Биография
Родился Алиаббас Салахзаде 22 января 1979 года в посёлке Бильгях, Республики Азербайджан. В 1995 году окончил среднюю школу № 142 поселка Бильгях. С 1995 по 1999 годы проходил обучение в Азербайджанском Международном университете. В 2002 году окончил факультет международного права Национальной академии авиации Азербайджанской Республики и получил специальность юриста.
С 2002 по 2003 годы проходил действительную военную службу в Азербайджанской Республике. После окончания военной службы в 2003 году он снова продолжил работу в муниципалитете Бильгях Сабунчинского района. В том же году был избран мэром посёлка на основе итогового голосования членов муниципалитета.
В 2004 году поступил в аспирантуру Института прав человека Национальной Академии Наук Азербайджана. Во время учёбы в аспирантуре опубликовал ряд научных статей по организации и развитию местного самоуправления в Азербайджанской Республике.
В 2006 году был назначен заведующим отделом образования, здравоохранения и культуры в исполнительной власти Сабунчинского района города Баку.
В 2009 году решением Высшей аттестационной комиссии при Президенте Азербайджанской Республики стал доктором юридических наук.
С 2010 года является государственным служащим первого класса.
С 1995 года член Партии «Новый Азербайджан». С 2006 по 2011 годы был членом правления Союза Молодежи Сабунчинской районной организации партии «Новый Азербайджан» и председателем первой территориальной партийной организации в поселке Бильгях.
На выборах в Национальное собрание Азербайджана VI созыва, которые прошли в 9 февраля 2020 года, баллотировался по Сабунчинскому избирательному округу № 27. По итогам выборов одержал победу и получил мандат депутата Милли Меджлиса Азербайджанской Республики. С 10 марта 2020 года приступил к депутатским обязанностям. Является членом комитета по природным ресурсам, энергетике и экологии, а также членом комитета по региональным вопросам.
Женат, имеет четверых детей.